# Neozygites turbinata
Neozygites turbinata är en svampart som först beskrevs av R.G. Kenneth, och fick sitt nu gällande namn av Remaud. & S. Keller 1980. Neozygites turbinata ingår i släktet Neozygites och familjen Neozygitaceae.   Inga underarter finns listade i Catalogue of Life.